# Wollondilly River
La Wollondilly River est un cours d'eau situé dans l'État de Nouvelle-Galles du Sud en Australie.

## Géographie
Il prend sa source dans la région de Yass dans les plateaux du sud. La rivière traverse Goulburn et les Hautes Terres du sud avant de se jeter dans le lac Burragorang qui est la principale réserve d'eau de la ville de Sydney.